# 王叔岷
王叔岷（1914年—2008年），本名王邦濬、字叔岷、號慕廬，後以字行於世，是一位中国歷史語言學家、校讎名家，研究方向主要為先秦諸子、校讎學。

## 生平
出生於四川簡陽縣（今成都市東郊洛帶鎮下街），王叔岷早年師從傅斯年、湯用彤，並留在中央研究院歷史語言研究所工作，民國37年（1948年）隨史語所遷臺。因兩岸分治，其在大陸的知名度並不高。1960年代以後，王叔岷先後在新加坡大學、臺灣大學、馬來西亞大學、新加坡南洋大學等校教書，課餘勤於著述，前後用17年完成巨著《史記斠證》，退休後完成集大成之作《莊子校詮》。王叔岷於1992年幾次往返大陸旅遊，2000年獲中華民國行政院文化獎，2002年開始長住於大陸。2007年中華書局陸續出版《王叔岷著作集》，共十九種三十冊，另有回憶錄《慕廬憶往》單獨發行。
2008年8月病逝於成都市龍泉驛區其長子家中。

## 家庭
- 祖父王澤銀（1851 - 1923），字松茂，一生慷慨好义，教子女以读书为贵，清末至1921年被公推为洛带镇保正。
- 父親王增荣（1876 - 1950），字耀卿，号槐斋，晚清秀才，四川绅法班法政别科卒业，曾任四川高等法院书记官长，后任教于成都南薰中学，再与人合办并任教于成都私立协和女子师范学校，晚年回乡。
- 母親張厚坤。
- 妻子楊尚淑，潼南縣雙江鎮望族
- 女兒王國瓔，臺灣大學中文系教授；女婿蕭啟慶，中研院院士、遼金元史專家。